# Bon Pote
Bon Pote est un média indépendant alertant sur le changement climatique. Les articles de Bon Pote traitent principalement de sujets environnementaux, sociaux et politiques dans l'optique d'éduquer et d'ouvrir le débat sur ces thématiques.
Bon Pote est lancé en 2020 sous forme de blog par Thomas Wagner, un ancien employé des banques Société générale, Crédit agricole et Natixis, reconverti en « influenceur climat ».  

## Histoire
Fondé par Thomas Wagner, né en 1986, diplômé de l'ESLSCA (une école de commerce) et ancien employé de banque où il travaillait au middle office des salles de marché, converti en « influenceur climat »,,,, Bon Pote est créé en 2020 et se veut un média qui « alerte sur un truc pas cool : le changement climatique ».
En février 2021, en partenariat avec l'Institut national (français) des sciences de l'Univers, Bon Pote entame un travail de démystification de certaines idées reçues sur le changement climatique. Il vulgarise les connaissances scientifiques sur le climat afin de les rendre accessibles au plus grand nombre.
Ce travail donne lieu à la participation à un livre intitulé Tout comprendre (ou presque) sur le climat, co-écrit avec Anne Bres et Claire Marc sous la direction de Jean-François Doussin, et paru en mars 2022 chez CNRS Éditions,.
Le blog parle du changement climatique, de ses causes liées aux comportements et modes de vie, aux dérives des grandes entreprises.

## Notoriété
En juillet 2022, le blog Bon pote a 132 000 abonnés sur Instagram, 170 000 sur LinkedIn, 55 000 sur Twitter (un chiffre qui passe à 70 000 en octobre), et 52 000 sur Facebook. Son auteur, Thomas Wagner, utilise beaucoup LinkedIn pour interpeller des personnalités ou des pages d’entreprises qu'il accuse de mensonges et de greenwashing dans leurs déclarations publiques, à l'instar de Patrick Pouyanné, le PDG de TotalEnergies, Aéroport de Paris, ou le gouvernement français.

Thomas Wagner assume utiliser les réseaux sociaux pour tenter de s'appuyer sur la notoriété des « influenceurs » pour changer les comportements en diffusant une prise de conscience sur le climat. Dans une interview de juillet 2022 au média Usbek & Rica, il déclare :

« Il faut qu’on arrive à casser cette bulle de filtre écolo, qu’on arrête de se parler entre nous. Pour ça, je passe du temps sur les réseaux, à tenter d’aller discuter avec d’autres influenceurs, pour les convaincre de parler de climat […] parce qu’on a besoin de transitionner, et on a besoin de gens qui nous montrent l’exemple. Si on avait un influenceur écolo qui montrait que c’est cool de prendre le train, ça serait génial. »

Les synthèses des rapports du GIEC publiées sur Bon pote sont recommandées par Jean-Marc Jancovici sur les réseaux sociaux[réf. nécessaire] et sur le site web de son bureau d'étude sur la décarbonation Carbone 4,,.
En septembre 2023, la journaliste du Monde Margherita Nasi publie un portrait élogieux de Thomas Wagner et son média Bon Pote, dans lequel elle énonce que « son ton franc et railleur, ses articles documentés sont devenus une référence ».

## Critiques
Bon Pote fait face à certaines critiques : il lui est reproché son positionnement en tant que média alors qu'il n'a pas le statut d'organe de presse, son activisme sur les réseaux sociaux voire l'incohérence entre ses discours sur la décroissance ou le capitalisme d'une part et d'autre part ses discours en faveur de certaines technologies et industries, son passé de cadre de banque, ou encore le niveau de vie dont il bénéficie grâce aux dons sur la plateforme de financement participatif Tipeee.

## Publications
- Bon Pote, Anne Brès, Claire Marc et Jean-François Doussin (dir.) (préf. Valérie Masson-Delmotte), Tout comprendre (ou presque) sur le climat, 2022.